# Marvel Cinematic Universe
Het Marvel Cinematic Universe (afgekort MCU, te vertalen als "Marvels cinematisch universum") is de overkoepelende term voor een groeiend aantal live-action-verfilmingen en -series van strips van Marvel Comics, die zich allemaal afspelen binnen hetzelfde fictieve universum. De filmreeks bracht ruim 30 miljard Amerikaanse dollar op en staat daarmee op de eerste plaats in de lijst van succesvolste filmreeksen. Dit was de eerste filmreeks die, in 2016, meer dan 10 miljard Amerikaanse dollar opbracht. In mei 2019 werd de mijlpaal verlegd door als eerste filmreeks meer dan 20 miljard Amerikaanse dollar op te halen en in juli 2024 was het de eerste filmreeks die de 30 miljard passeerde. Alle films en series zijn afkomstig van producent Kevin Feige.

## Achtergrond
De films binnen het Marvel Cinematic Universe zijn allemaal geproduceerd door Marvel Comics zelf via Marvel Studios en kennen, overeenkomstig aan de stripwereld van Marvel, een verbondenheid die voornamelijk tot uiting komt doordat gebeurtenissen in de ene film van invloed zijn op andere films. In 2009 refereerde Kevin Feige, president van Marvel Studios, voor het eerst naar dit gedeelde universum als "Marvel Cinema Universe". Later veranderde dit in "Marvel Cinematic Universe".
De eerste films in het Marvel Cinematic Universe werden uitgebracht door Paramount Pictures. Vanaf Captain America: The First Avenger nam Walt Disney Pictures deze rol op zich, als gevolg van de overname van Marvel door The Walt Disney Company. Gaandeweg, mede mogelijk gemaakt door het succes van de films, werd de mate van verbondenheid uitgebreid en na verloop van tijd kon er steeds meer gesproken worden van een groter geheel waar de afzonderlijke films deel van uitmaken. Naast de diverse verhaallijnen van de films kwam er dienovereenkomstig ook een overkoepelende verhaallijn waar alle films, series en strips deel van uitmaken.
Zoals in alle Marvelfilms, verscheen ook in het Marvel Cinematic Universe Stan Lee in iedere film. Zijn cameo's waren lange tijd onderwerp van speculatie over de mogelijkheid dat hij een Marvelpersonage zou vertolken binnen het Marvel Cinematic Universe. Met name Uatu werd gezien als een mogelijkheid. Lee ontkende dit echter in september 2014 op een stripconventie in San Antonio, (Texas). Zijn laatste cameo, opgenomen voor Lee's overlijden in 2018, was te zien in Avengers: Endgame.

### De Infinity Saga (2008-2019)
Iron Man werd de eerste zelfstandig geproduceerde film van Marvel Studios en de start van fase 1 (2008-2012). De films in de fases zijn met elkaar verbonden. Zo eindigt de eerste film met een bonusscène na de aftiteling met daarin Samuel L. Jackson als Nick Fury. Volgens regisseur Jon Favreau werd dit gedaan als extraatje voor kijkers die goed op zaten te letten. Captain America’s schild was eveneens zichtbaar in de film. Dit was een grapje van de medewerkers van Industrial Light and Magic, maar de producers besloten het erin te laten. Robert Downey jr., die de rol van Iron Man vertolkte, maakte vervolgens een cameo in de volgende film, The Incredible Hulk. Captain America is zelf even te zien in deze film, bevroren in ijs. Deze scène staat echter alleen op de dvd van de film.
Daarmee was de trend gezet en werd besloten om de films van Marvel Studios nauwer met elkaar te verbinden om zo een groot fictief universum te maken op dezelfde manier als in de stripverhalen; via losse verhalen die elk op zichzelf bekeken kunnen worden, maar die via onderlinge connecties en referenties ook op elkaar aansluiten. Iron Man 2 ging dus verder op deze ingeslagen weg. In deze film werd wederom Captain America’s schild gezien, en in een bonusscène wordt vermeld dat Mjolnir, de hamer van Thor, is gevonden. Tevens komt Nick Fury weer in deze film voor; hij kijkt naar een reportage over de verwoestingen die de Hulk heeft aangericht. Clark Gregg, die in Iron Man een kleine rol heeft als agent Coulson, vertolkte deze rol ook in Thor en The Avengers. Jackson vertolkte opnieuw de rol van Nick Fury in Captain America: The First Avenger. In 2012 kwamen Iron Man, de Hulk, Thor, Captain America, Black Widow en Hawkeye vervolgens allemaal samen in een verfilming van The Avengers.
Marvel kondigde aan na The Avengers door te gaan met fase 2 (2013-2015) van de filmsaga. Hierin kwamen zowel Iron Man, Thor en Captain America opnieuw aan bod, waarna ze weer samen kwamen in Avengers: Age of Ultron. Er werden ook films gemaakt van Guardians of the Galaxy en Ant-Man.
In de derde fase (2016-2019) werden Doctor Strange, Black Panther en Captain Marvel geïntroduceerd. Ook kroop Hope van Dyne in het pak van The Wasp. Na lang speculeren door fans over plannen om Spider-Man ook deel te laten uitmaken van de films, kondigde Marvel op 10 februari 2015 aan dat zij een akkoord hadden bereikt met Sony Pictures. Spider-Man werd geïntroduceerd in de MCU in Captain America: Civil War, en kreeg vervolgens zijn eigen MCU-films. De grootste overkoepelende verhaallijn gedurende de eerste drie fases is die van Thanos. In Avengers: Infinity War en Avengers: Endgame probeert hij de zes "Infinity Stones" te verzamelen en zo de helft van het leven in het universum uit te roeien. De 23 films uit fase 1 tot en met 3 vormen samen de "Infinity Saga".

### De Multiverse Saga (2021- 2027)
Fase 4 (2021-2022) bestond uit zowel films als een reeks televisieseries op het nieuwe streamingplatform Disney+. In de films keerden onder andere Thor, Black Widow, Spider-Man en Doctor Strange terug en werden nieuwe helden geïntroduceerd, zoals Shang-Chi en de Eternals. In de Disney+ series zien we meer van onder andere Hawkeye, Vision, Scarlet Witch, Loki, Falcon en Winter Soldier terug. Daarnaast kregen de nieuwe personages Ms. Marvel, Moon Knight en She-Hulk een eigen serie. Fase 4 was de eerste fase in de "Multiverse Saga".
In 2023 startte de vijfde fase met de film Ant-Man and the Wasp: Quantumania. Ook deze fase bestond uit zowel films als televisieseries, waarin onder andere de Guardians of the Galaxy, Captain Marvel en Nick Fury terugkeerden. Echo, Agatha Harkness, Daredevil en Ironheart kregen eigen series, na hun introductie in fase vier van de MCU. De "Thunderbolts" kwamen samen in een eigen film, die als slot van de vijfde fase diende, waarin zij omgedoopt werden tot "De Nieuwe Avengers".
In de zesde fase worden de Fantastic Four en Wonder Man geïntroduceerd, maakt Spider-Man opnieuw zijn opwachting, en keren de Avengers terug in een nieuwe film: Avengers: Doomsday. Uiteindelijk zal het verhaal van de Multiverse Saga tot zijn eind komen in Avengers: Secret Wars, dat gepland staat voor een release in december 2027.

#### Ontslag Jonathan Majors: Van Kang naar Doctor Doom
Gedurende deze saga werd het personage Kang The Conqueror geïntroduceerd, voor het eerst in Loki Seizoen 1 en later in Loki Seizoen 2 en Ant-Man and the Wasp: Quantumania. Kang moest normaal gezien de volgende grote slechterik zijn van de MCU, als opvolger van Thanos. Echter, vanwege controversie rondom acteur Jonathan Majors, die Kang speelde, besloot Marvel om Majors te ontslaan en Kang te schrappen uit te plannen voor de rest van de Multiverse Saga.
Tijdens San Diego Comic-Con 2024 maakte Kevin Feige bekend dat Doctor Doom de nieuwe schurk van deze saga wordt en gespeeld zal worden door Robert Downey jr., die eerder al de rol van Iron Man vertolkte in de Infinity Saga. Ook werd Avengers: The Kang Dynasty definitief geschrapt en vervangen door een film rondom Doctor Doom.

## Films
| Film                                        | Premièredatum    | Regisseur(s)             | Schrijver(s)                                                                      |
| ------------------------------------------- | ---------------- | ------------------------ | --------------------------------------------------------------------------------- |
| Fase één                                    |                  |                          |                                                                                   |
| Iron Man                                    | 14 april 2008    | Jon Favreau              | Mark Fergus & Hawk Ostby, Art Marcum & Matt Holloway en John August               |
| The Incredible Hulk                         | 6 juni 2008      | Louis Leterrier          | Zak Penn en Edward Norton                                                         |
| Iron Man 2                                  | 26 april 2010    | Jon Favreau              | Justin Theroux                                                                    |
| Thor                                        | 17 april 2011    | Kenneth Branagh          | Ashley Miller, Zack Stentz, Don Payne, J. Michael Straczynski en Mark Protosevich |
| Captain America: The First Avenger          | 19 juli 2011     | Joe Johnston             | David Self, Christopher Markus, Stephen McFeely en Joss Whedon                    |
| The Avengers                                | 11 april 2012    | Joss Whedon              | Zak Penn en Joss Whedon                                                           |
| Fase twee                                   |                  |                          |                                                                                   |
| Iron Man 3                                  | 14 april 2013    | Shane Black              | Shane Black en Drew Pearce                                                        |
| Thor: The Dark World                        | 22 oktober 2013  | Alan Taylor              | Don Payne en Robert Rodat                                                         |
| Captain America: The Winter Soldier         | 13 maart 2014    | Anthony & Joe Russo      | Christopher Markus en Stephen McFeely                                             |
| Guardians of the Galaxy                     | 21 juli 2014     | James Gunn               | Nicole Perlman en Chris McCoy                                                     |
| Avengers: Age of Ultron                     | 13 april 2015    | Joss Whedon              | Joss Whedon                                                                       |
| Ant-Man                                     | 29 juni 2015     | Peyton Reed              | Edgar Wright en Joe Cornish                                                       |
| Fase drie                                   |                  |                          |                                                                                   |
| Captain America: Civil War                  | 12 april 2016    | Anthony & Joe Russo      | Christopher Markus en Stephen McFeely                                             |
| Doctor Strange                              | 13 oktober 2016  | Scott Derrickson         | Scott Derrickson, Jon Spaihts en C. Robert Caregill                               |
| Guardians of the Galaxy Vol. 2              | 10 april 2017    | James Gunn               | James Gunn                                                                        |
| Spider-Man: Homecoming                      | 28 juni 2017     | Jon Watts                | Jonathan Goldstein en John Francis Daley                                          |
| Thor: Ragnarok                              | 10 oktober 2017  | Taika Waititi            | Eric Pearson, Craig Kyle en Christopher Yost                                      |
| Black Panther                               | 29 januari 2018  | Ryan Coogler             | Ryan Coogler en Joe Robert Cole                                                   |
| Avengers: Infinity War                      | 23 april 2018    | Anthony & Joe Russo      | Christopher Markus en Stephen McFeely                                             |
| Ant-Man and the Wasp                        | 25 juni 2018     | Peyton Reed              | Chris McKenna en Erik Sommers                                                     |
| Captain Marvel                              | 27 februari 2019 | Anna Boden en Ryan Fleck | Meg LeFauve, Nicole Perlman en Liz Flahive                                        |
| Avengers: Endgame                           | 22 april 2019    | Anthony & Joe Russo      | Christopher Markus en Stephen McFeely                                             |
| Spider-Man: Far From Home                   | 26 juni 2019     | Jon Watts                | Chris McKenna en Erik Sommers                                                     |
| Fase vier                                   |                  |                          |                                                                                   |
| Black Widow                                 | 29 juni 2021     | Cate Shortland           | Jac Schaeffer en Ned Benson                                                       |
| Shang-Chi and the Legend of the Ten Rings   | 16 augustus 2021 | Destin Daniel Cretton    | David Callaham en Jim Starlin                                                     |
| Eternals                                    | 18 oktober 2021  | Chloé Zhao               | Matthew K. Firpo en Ryan Firpo                                                    |
| Spider-Man: No Way Home                     | 13 december 2021 | Jon Watts                | Chris McKenna en Erik Sommers                                                     |
| Doctor Strange in the Multiverse of Madness | 2 mei 2022       | Sam Raimi                | Michael Waldron                                                                   |
| Thor: Love and Thunder                      | 23 juni 2022     | Taika Waititi            | Taika Waititi en Jennifer Kaytin Robinson                                         |
| Black Panther: Wakanda Forever              | 26 oktober 2022  | Ryan Coogler             | Ryan Coogler                                                                      |
| Fase vijf                                   |                  |                          |                                                                                   |
| Ant-Man and the Wasp: Quantumania           | 6 februari 2023  | Peyton Reed              | Jeff Loveness                                                                     |
| Guardians of the Galaxy Vol. 3              | 22 april 2023    | James Gunn               | James Gunn                                                                        |
| The Marvels                                 | 8 november 2023  | Nia DaCosta              | Megan McDonnell                                                                   |
| Deadpool & Wolverine                        | 22 juli 2024     | Shawn Levy               | Shawn Levy                                                                        |
| Captain America: Brave New World            | 12 februari 2025 | Julius Onah              | Malcolm Spellman, Dalan Musson en Matthew Orton                                   |
| Thunderbolts*                               | 22 april 2025    | Jake Schreier            | Eric Pearson en Joanna Calo                                                       |
| Fase zes                                    |                  |                          |                                                                                   |
| The Fantastic Four: First Steps             | 25 juli 2025     | Matt Shakman             | Josh Friedman, Eric Pearson, Jeff Kaplan en Ian Springer                          |

## Marvel Studios televisieseries (Disney+)
Hieronder een lijst met series die speciaal voor Disney+ zijn gemaakt. In tegenstelling tot de series van Marvel Television (2010 - 2019), werden deze series door filmdivisie Marvel Studios zelf ontwikkeld, waardoor het mogelijk werd om de series veel directer te verbinden met de filmwereld. De eerste serie, WandaVision, diende als start van fase 4 in het Marvel Cinematic Universe.
| Series                            | Verschijningsdatum | Verschijningsdatum | Afleveringen | Regisseur(s)                                                                     | Hoofdschrijver   |
| Series                            | Eerste aflevering  | Laatste aflevering | Afleveringen | Regisseur(s)                                                                     | Hoofdschrijver   |
| --------------------------------- | ------------------ | ------------------ | ------------ | -------------------------------------------------------------------------------- | ---------------- |
| Fase vier                         |                    |                    |              |                                                                                  |                  |
| WandaVision                       | 15 januari 2021    | 5 maart 2021       | 9            | Matt Shakman                                                                     | Jac Schaeffer    |
| The Falcon and the Winter Soldier | 19 maart 2021      | 23 april 2021      | 6            | Kari Skogland                                                                    | Malcolm Spellman |
| Loki (seizoen 1)                  | 7 juni 2021        | 14 juli 2021       | 6            | Kate Herron                                                                      | Michael Waldron  |
| Hawkeye                           | 24 november 2021   | 22 december 2021   | 6            | Rhys Thomas en Bert & Bertie                                                     | Jonathan Igla    |
| Moon Knight                       | 30 maart 2022      | 4 mei 2022         | 6            | Mohammed Diab, Justin Benson en Aaron Moorhead                                   | Jeremy Slater    |
| Ms. Marvel                        | 8 juni 2022        | 13 juli 2022       | 6            | Adil El Arbi, Bilall Fallah, Sharmeen Obaid-Chinoy en Meera Mennon               | Bisha K. Ali     |
| She-Hulk: Attorney at Law         | 18 augustus 2022   | 13 oktober 2022    | 9            | Kat Coiro en Anu Valia                                                           | Jessica Gao      |
| Fase vijf                         |                    |                    |              |                                                                                  |                  |
| Secret Invasion                   | 21 juni 2023       | 26 juli 2023       | 6            | Ali Selim                                                                        | Kyle Bradstreet  |
| Loki (seizoen 2)                  | 6 oktober 2023     | 10 november 2023   | 6            | Justin Benson en Aaron Moorhead                                                  | Eric Martin      |
| Echo                              | 10 januari 2024    | 10 januari 2024    | 5            | Sydney Freeland en Catriona McKenzie                                             | Marion Dayre     |
| Agatha All Along                  | 18 september 2024  | 30 oktober 2024    | 9            | Jac Schaeffer, Gandja Monteiro en Rachel Goldberg                                | Jac Schaeffer    |
| Daredevil: Born Again             | 4 maart 2025       | 16 april 2025      | 9            | Justin Benson & Aaron Moorhead, Michael Cuesta, Jeffrey Nachmanoff en David Boyd | Dario Scardapane |
| Ironheart                         | 24 juni 2025       | 1 juli 2025        | 6            | Sam Bailey en Angela Barnes                                                      | Chinaka Hodge    |

## Marvel Studios animatieseries (Disney+)
Hieronder een lijst met animatieseries die speciaal voor Disney+ zijn gemaakt. Na het succes van What If...? begon Marvel Studios met een aparte animatie divisie voor series die deel uitmaken van de MCU of plaatsvinden binnen een ander universum in de multiverse, zoals Your Friendly Neighborhood Spider-Man.
| Series                                | Verschijningsdatum | Verschijningsdatum | Afleveringen | Regisseur(s)                              | Hoofdschrijver                              |
| Series                                | Eerste aflevering  | Laatste aflevering | Afleveringen | Regisseur(s)                              | Hoofdschrijver                              |
| ------------------------------------- | ------------------ | ------------------ | ------------ | ----------------------------------------- | ------------------------------------------- |
| Fase vier                             |                    |                    |              |                                           |                                             |
| What If...? (seizoen 1)               | 11 augustus 2021   | 6 oktober 2021     | 9            | Bryan Andrews                             | A.C. Bradley                                |
| Fase vijf                             |                    |                    |              |                                           |                                             |
| What If...? (seizoen 2)               | 22 december 2023   | 30 december 2023   | 9            | Bryan Andrews en Stephan Franck           | A.C. Bradley                                |
| What If...? (seizoen 3)               | 22 december 2024   | 29 december 2024   | 8            | Bryan Andrews en Stephan Franck           | Matthew Chauncey                            |
| Your Friendly Neighborhood Spider-Man | 29 januari 2025    | 19 februari 2025   | 10           | Mel Zwyer, Liza Singer en Stu Linvingston | Jeff Trammell, Charlie Neuner en Raven Koné |
| Fase zes                              |                    |                    |              |                                           |                                             |
| Eyes of Wakanda                       | 1 augustus 2025    | 1 augustus 2025    | 4            | Todd Harris en John Fang                  | Geoffrey Thorne en Marc Bernardin           |

## Marvel Studios Special Presentations (Disney+)
In augustus 2021 werd bekend dat Marvel Studios een Halloween special zou gaan maken voor Disney+ met het personage Werewolf by Night in de hoofdrol, waarbij Gael García Bernal en Laura Donnelly de hoofdrollen vertolken. De toekomstige Halloween special zou geregisseerd gaan worden door componist Michael Giacchino. Deze special, 'Werewolf by Night, verscheen op 7 oktober op Disney+.
In december 2020 werd aangekondigd dat een kerstmis special over de Guardians of the Galaxy voor Disney+ geregisseerd door James Gunn in productie was gegaan. De special heeft de naam The Guardians of the Galaxy Holiday Special. De specials werden uitgebracht onder de noemer "Marvel Studios Special Presentations".
In februari 2025 werd bekend dat een special in ontwikkeling is gericht op Frank Castle / Punisher, gespeeld door Jon Bernthal. De special wordt gelijktijdig met "Daredevil: Born Again" seizoen 2 gefilmd en in 2026 uitgebracht.
| Special                                     | Verschijningsdatum | Regisseur(s)      | Schrijver(s)                   |
| ------------------------------------------- | ------------------ | ----------------- | ------------------------------ |
| Fase vier                                   |                    |                   |                                |
| Werewolf by Night                           | 7 oktober 2022     | Michael Giacchino | Heather Quinn en Peter Cameron |
| The Guardians of the Galaxy Holiday Special | 25 november 2022   | James Gunn        | James Gunn                     |

## Korte films
In augustus 2011 maakte Marvel de productie van enkele direct-naar-video-korte films bekend genaamd de "Marvel One-Shots": The Consultant, A Funny Thing Happened on the Way to Thor's Hammer, Item 47, Agent Carter en All Hail the King. De eerste, Marvel One-Shot: The Consultant, werd uitgebracht als bonus op de dvd-uitgaven van Thor. Deze One-Shot overlapt met de after-credit scene van The Incredible Hulk. Een tweede Marvel One-Shot, A Funny Thing Happened on the Way to Thor’s Hammer, werd uitgebracht tezamen met Captain America: The First Avenger. Deze eerste twee korte films focussen op het personage Phil Coulson. Item 47, zit als bonus bij de blu-ray uitgave van The Avengers. Deze short gaat over een crimineel koppel dat hun handen weten te krijgen op een buitenaards wapen na de gebeurtenissen van de invasie in de film The Avengers. Agent Carter zit als bonus bij de blu-ray uitgave van Iron Man 3 en beschrijft een deel van het leven van Peggy Carter, de vrouw waar Captain America gevoelens voor heeft tijdens de gebeurtenissen in Captain America: The First Avenger. Deze One-Shot werd later uitgebreid tot een gehele serie onder dezelfde naam: Agent Carter. All Hail the King gaat over de slechterik Mandarin na de gebeurtenissen van Iron Man 3. Aangezien een groot deel van de stripboekliefhebbers niet blij waren met de vertoning van de Manderin in de film, heeft Marvel Studios geprobeerd ze voldoening te geven met deze One-Shot, die de Mandarin zoals hij in de stripboeken wordt weergegeven een mogelijke introductie geven in de Cinematic Universe.
In 2019 maakte Marvel voor het eerst in lange tijd weer een korte film, Peter's To-Do List, over Peter Parker/Spider-Man die zich klaarmaakt voor zijn trip naar Europa in Spider-Man: Far From Home. Het gaat om scènes die uit de bioscoopversie van de film geknipt waren. In augustus 2022 verscheen op de streamingdienst Disney+ een nieuwe reeks korte films over het personage Baby Groot, genaamd I Am Groot.
| Series                 | Verschijningsdatum | Verschijningsdatum | Seizoen | Afleveringen | Regisseur(s)   | Schrijver(s)   |
| Series                 | Eerste aflevering  | Laatste aflevering | Seizoen | Afleveringen | Regisseur(s)   | Schrijver(s)   |
| ---------------------- | ------------------ | ------------------ | ------- | ------------ | -------------- | -------------- |
| Fase vier              |                    |                    |         |              |                |                |
| I Am Groot (seizoen 1) | 10 augustus 2022   | 10 augustus 2022   | 1       | 5            | Kirsten Lepore | Kirsten Lepore |
| Fase vijf              |                    |                    |         |              |                |                |
| I Am Groot (seizoen 2) | 6 september 2023   | 6 september 2023   | 2       | 5            | Kirsten Lepore | Kirsten Lepore |

## Marvel Television televisieseries
Hieronder een lijst met series die speciaal voor verschillende zenders en online platformen zijn ontwikkeld in de periode dat Marvel Television nog een aparte divisie was binnen Marvel (2010 - 2019). Hoewel de series zich allen in dezelfde wereld afspelen als de films, was er amper een overlapping tussen deze series met de filmreeks.
| Series                 | Verschijningsdatum | Verschijningsdatum | Seizoenen | Afleveringen | Regisseur(s)                                                  |
| Series                 | Eerste aflevering  | Laatste aflevering | Seizoenen | Afleveringen | Regisseur(s)                                                  |
| ---------------------- | ------------------ | ------------------ | --------- | ------------ | ------------------------------------------------------------- |
| Series op ABC          |                    |                    |           |              |                                                               |
| Agents of S.H.I.E.L.D. | 24 september 2013  | 12 augustus 2020   | 7         | 136          | Jed Whedon, Maurissa Tancharoen en Jeffrey Bell               |
| Agent Carter           | 6 januari 2015     | 1 maart 2016       | 2         | 18           | Tara Butters, Michele Fazekas en Chris Dingess                |
| Inhumans               | 29 september 2017  | 10 november 2017   | 1         | 8            | Scott Buck                                                    |
| Series op Netflix      |                    |                    |           |              |                                                               |
| Daredevil              | 10 april 2015      | 19 oktober 2018    | 3         | 39           | Steven S. DeKnight, Doug Petrie, Marco Ramirez en Erik Oleson |
| Jessica Jones          | 20 november 2015   | 14 juni 2019       | 3         | 39           | Melissa Rosenberg                                             |
| Luke Cage              | 30 september 2016  | 22 juni 2018       | 2         | 26           | Cheo Hodari Coker                                             |
| Iron Fist              | 17 maart 2017      | 7 september 2018   | 2         | 23           | Scott Buck en M. Raven Metzner                                |
| The Defenders          | 18 augustus 2017   | 18 augustus 2017   | 1         | 8            | Marco Ramirez                                                 |
| The Punisher           | 17 november 2017   | 18 januari 2019    | 2         | 26           | Steve Lightfoot                                               |
| Series op Hulu         |                    |                    |           |              |                                                               |
| Runaways               | 21 november 2017   | 13 december 2019   | 3         | 33           | Josh Schwartz en Stephanie Savage                             |
| Series op Freeform     |                    |                    |           |              |                                                               |
| Cloak & Dagger         | 7 juni 2018        | 30 mei 2019        | 2         | 20           | Joe Pokaski                                                   |

## Rolverdeling
- In deze lijst zijn enkel acteurs van personages opgenomen die in meerdere fases en/of reeksen binnen het MCU terugkeren. Animatie-projecten zijn niet inbegrepen. Nog niet uitgebrachte films of series zijn niet inbegrepen.

| Personages                                                                    | Fase een (2008-2012)                           | Fase twee (2013-2015) | Fase drie (2016-2019)             | Fase vier (2021-2022)               | Fase vijf (2023-2025)               | Fase zes (2025-) |
| ----------------------------------------------------------------------------- | ---------------------------------------------- | --------------------- | --------------------------------- | ----------------------------------- | ----------------------------------- | ---------------- |
| Tony Stark Iron Man                                                           | Robert Downey jr.                              | Robert Downey jr.     | Robert Downey jr.                 |                                     |                                     |                  |
| Nick Fury                                                                     | Samuel L. Jackson                              | Samuel L. Jackson     | Samuel L. Jackson                 |                                     | Samuel L. Jackson                   |                  |
| James Rhodes War Machine                                                      | Terrence Howard Don Cheadle                    | Don Cheadle           | Don Cheadle                       | Don Cheadle                         | Don Cheadle                         |                  |
| Pepper Potts Rescue                                                           | Gwyneth Paltrow                                | Gwyneth Paltrow       | Gwyneth Paltrow                   |                                     |                                     |                  |
| Harold "Happy" Hogan                                                          | Jon Favreau                                    | Jon Favreau           | Jon Favreau                       | Jon Favreau                         | Jon Favreau                         |                  |
| Agent Phil Coulson                                                            | Clark Gregg                                    |                       | Clark Gregg                       |                                     |                                     |                  |
| Howard Stark                                                                  | John Slattery Dominic Cooper                   | John Slattery         | John Slattery                     |                                     |                                     |                  |
| J.A.R.V.I.S.                                                                  | Paul Bettany (stem)                            | Paul Bettany (stem)   |                                   |                                     |                                     |                  |
| William Ginter Riva                                                           | Peter Billingsley                              |                       | Peter Billingsley                 |                                     |                                     |                  |
| Bruce Banner The Hulk                                                         | Edward Norton Mark Ruffalo Lou Ferrigno (stem) | Mark Ruffalo          | Mark Ruffalo                      | Mark Ruffalo                        |                                     |                  |
| President Thaddeus "Thunderbolt" Ross Red Hulk                                | William Hurt                                   |                       | William Hurt                      | William Hurt                        | Harrison Ford                       |                  |
| Emil Blonsky Abomination                                                      | Tim Roth                                       |                       |                                   | Tim Roth                            |                                     |                  |
| Dr. Betty Ross                                                                | Liv Tyler                                      |                       |                                   |                                     | Liv Tyler                           |                  |
| Mr. Roger Harrington                                                          | Martin Starr                                   |                       | Martin Starr                      | Martin Starr                        |                                     |                  |
| Samuel Sterns Leader                                                          | Tim Blake Nelson                               |                       |                                   |                                     | Tim Blake Nelson                    |                  |
| Natasha Romanoff Black Widow                                                  | Scarlett Johansson                             | Scarlett Johansson    | Scarlett Johansson                | Scarlett Johansson                  |                                     |                  |
| Peter Parker Spider-Man                                                       | Max Favreau                                    |                       | Tom Holland                       | Tom Holland                         |                                     |                  |
| Senator Stern                                                                 | Gary Schandling                                | Gary Schandling       |                                   |                                     |                                     |                  |
| Thor Odinson                                                                  | Chris Hemsworth                                | Chris Hemsworth       | Chris Hemsworth                   | Chris Hemsworth                     |                                     |                  |
| Loki Laufeyson                                                                | Tom Hiddleston                                 | Tom Hiddleston        | Tom Hiddleston                    | Tom Hiddleston                      | Tom Hiddleston                      |                  |
| Clint Barton Hawkeye                                                          | Jeremy Renner                                  | Jeremy Renner         | Jeremy Renner                     | Jeremy Renner                       |                                     |                  |
| Heimdall                                                                      | Idris Elba                                     | Idris Elba            | Idris Elba                        | Idris Elba                          |                                     |                  |
| Dr. Jane Foster The Mighty Thor                                               | Natalie Portman                                | Natalie Portman       | Natalie Portman                   | Natalie Portman                     |                                     |                  |
| Dr. Erik Selvig                                                               | Stellan Skarsgård                              | Stellan Skarsgård     |                                   | Stellan Skarsgård                   |                                     |                  |
| Dr. Darcy Lewis                                                               | Kat Dennings                                   | Kat Dennings          |                                   | Kat Dennings                        |                                     |                  |
| Lady Sif                                                                      | Jaimie Alexander                               | Jaimie Alexander      |                                   | Jaimie Alexander                    |                                     |                  |
| Odin Borson                                                                   | Anthony Hopkins                                | Anthony Hopkins       | Anthony Hopkins                   |                                     |                                     |                  |
| Queen Frigga                                                                  | Rene Russo                                     | Rene Russo            | Rene Russo                        |                                     |                                     |                  |
| Agent Jasper Sitwell                                                          | Maximiliano Hernandez                          | Maximiliano Hernandez | Maximiliano Hernandez             |                                     |                                     |                  |
| Steve Rogers Captain America                                                  | Chris Evans                                    | Chris Evans           | Chris Evans                       |                                     |                                     |                  |
| James "Bucky" Barnes Winter Soldier                                           | Sebastian Stan                                 | Sebastian Stan        | Sebastian Stan                    | Sebastian Stan                      | Sebastian Stan                      |                  |
| Peggy Carter                                                                  | Hayley Atwell                                  | Hayley Atwell         | Hayley Atwell                     | Hayley Atwell                       |                                     |                  |
| Johann Schmidt Red Skull The Stonekeeper                                      | Hugo Weaving                                   |                       | Ross Marquand                     |                                     |                                     |                  |
| Maria Hill                                                                    | Cobie Smulders                                 | Cobie Smulders        | Cobie Smulders                    |                                     | Cobie Smulders                      |                  |
| Thanos                                                                        | Damion Poitier                                 | Josh Brolin           | Josh Brolin                       |                                     |                                     |                  |
| The Other                                                                     | Alexis Denisof                                 | Alexis Denisof        |                                   |                                     |                                     |                  |
| Councilwoman Pamela Hawley                                                    | Jenny Agutter                                  | Jenny Agutter         |                                   |                                     |                                     |                  |
| Trevor Slattery                                                               |                                                | Ben Kingsley          |                                   | Ben Kingsley                        |                                     |                  |
| Harley Keener                                                                 |                                                | Ty Simpkins           | Ty Simpkins                       |                                     |                                     |                  |
| Taneleer Tivan The Collector                                                  |                                                | Benicio del Toro      | Benicio del Toro                  |                                     |                                     |                  |
| Sam Wilson Captain America Falcon                                             |                                                | Anthony Mackie        | Anthony Mackie                    | Anthony Mackie                      | Anthony Mackie                      |                  |
| Wanda Maximoff Scarlet Witch                                                  |                                                | Elizabeth Olsen       | Elizabeth Olsen                   | Elizabeth Olsen                     |                                     |                  |
| Brock Rumlow Crossbones                                                       |                                                | Frank Grillo          | Frank Grillo                      |                                     |                                     |                  |
| Sharon Carter Agent 13 Power Broker                                           |                                                | Emily VanCamp         | Emily VanCamp                     | Emily VanCamp                       |                                     |                  |
| Pietro Maximoff Quicksilver                                                   |                                                | Aaron Taylor-Johnson  |                                   | Evan Peters                         |                                     |                  |
| Georges Batroc the Leaper                                                     |                                                | Georges St-Pierre     |                                   | Georges St-Pierre                   |                                     |                  |
| Alexander Pierce                                                              |                                                | Robert Redford        | Robert Redford                    |                                     |                                     |                  |
| Jack Rollins                                                                  |                                                | Callan Mulvey         | Callan Mulvey                     |                                     |                                     |                  |
| Peter Quill Star-Lord                                                         |                                                | Chris Pratt           | Chris Pratt                       | Chris Pratt                         | Chris Pratt                         |                  |
| Gamora                                                                        |                                                | Zoë Saldaña           | Zoë Saldaña                       |                                     | Zoë Saldaña                         |                  |
| Rocket Raccoon 89P13                                                          |                                                | Bradley Cooper (stem) | Bradley Cooper (stem)             | Bradley Cooper (stem)               | Bradley Cooper (stem)               |                  |
| Groot                                                                         |                                                | Vin Diesel (stem)     | Vin Diesel (stem)                 | Vin Diesel (stem)                   | Vin Diesel (stem)                   |                  |
| Drax the Destroyer                                                            |                                                | Dave Bautista         | Dave Bautista                     | Dave Bautista                       | Dave Bautista                       |                  |
| Nebula                                                                        |                                                | Karen Gillan          | Karen Gillan                      | Karen Gillan                        | Karen Gillan                        |                  |
| Kraglin Obfonteri                                                             |                                                | Sean Gunn             | Sean Gunn                         | Sean Gunn                           | Sean Gunn                           |                  |
| Yondu Udonta                                                                  |                                                | Michael Rooker        | Michael Rooker                    | Michael Rooker                      | Michael Rooker                      |                  |
| Cosmo the Space Dog                                                           |                                                | Fred the Dog          | Fred the Dog                      | Slate the Dog Maria Bakalova (stem) | Slate the Dog Maria Bakalova (stem) |                  |
| Korath the Pursuer                                                            |                                                | Djimon Hounsou        | Djimon Hounsou                    |                                     |                                     |                  |
| Howard the Duck                                                               |                                                | Seth Green (stem)     | Seth Green (stem)                 |                                     | Seth Green (stem)                   |                  |
| Ronan the Accuser                                                             |                                                | Lee Pace              | Lee Pace                          |                                     |                                     |                  |
| Vision                                                                        |                                                | Paul Bettany          | Paul Bettany                      | Paul Bettany                        |                                     |                  |
| Ulysses Klaue                                                                 |                                                | Andy Serkis           | Andy Serkis                       |                                     |                                     |                  |
| F.R.I.D.A.Y.                                                                  |                                                | Kerry Condon (stem)   | Kerry Condon (stem)               |                                     |                                     |                  |
| Laura Barton Agent 19                                                         |                                                | Linda Cardellini      | Linda Cardellini                  | Linda Cardellini                    |                                     |                  |
| Scott Lang Ant-Man                                                            |                                                | Paul Rudd             | Paul Rudd                         |                                     | Paul Rudd                           |                  |
| Hope van Dyne The Wasp                                                        |                                                | Evangeline Lilly      | Evangeline Lilly                  |                                     | Evangeline Lilly                    |                  |
| Dr. Hank Pym Ant-Man I                                                        |                                                | Michael Douglas       | Michael Douglas                   |                                     | Michael Douglas                     |                  |
| Cassie Lang Stature                                                           |                                                | Abby Ryder Fortson    | Abby Ryder Fortson Emma Fuhrmann  |                                     | Kathryn Newton                      |                  |
| Janet Van Dyne Waps I                                                         |                                                | Hayley Lovitt (jong)  | Michelle Pfeiffer                 |                                     | Michelle Pfeiffer                   |                  |
| T'Challa Black Panther                                                        |                                                |                       | Chadwick Boseman                  |                                     |                                     |                  |
| May Parker                                                                    |                                                |                       | Marisa Tomei                      | Marisa Tomei                        |                                     |                  |
| Everett K. Ross                                                               |                                                |                       | Martin Freeman                    | Martin Freeman                      | Martin Freeman                      |                  |
| Ayo                                                                           |                                                |                       | Florence Kasumba                  | Florence Kasumba                    |                                     |                  |
| Baron Helmut Zemo                                                             |                                                |                       | Daniel Brühl                      | Daniel Brühl                        |                                     |                  |
| Doctor Stephen Strange                                                        |                                                |                       | Benedict Cumberbatch              | Benedict Cumberbatch                |                                     |                  |
| Wong                                                                          |                                                |                       | Benedict Wong                     | Benedict Wong                       |                                     |                  |
| Mantis                                                                        |                                                |                       | Pom Klementieff                   | Pom Klementieff                     | Pom Klementieff                     |                  |
| Ned Leeds                                                                     |                                                |                       | Jacob Batalon                     | Jacob Batalon                       |                                     |                  |
| Klev                                                                          |                                                |                       | Zach Cherry                       | Zach Cherry                         |                                     |                  |
| Brunnhilde Valkyrie                                                           |                                                |                       | Tessa Thompson                    | Tessa Thompson                      | Tessa Thompson                      |                  |
| Korg                                                                          |                                                |                       | Taika Waititi                     | Taika Waititi                       |                                     |                  |
| Shuri Black Panther                                                           |                                                |                       | Letitia Wright                    | Letitia Wright                      |                                     |                  |
| Okoye Midnight Angel                                                          |                                                |                       | Danai Gurira                      | Danai Gurira                        |                                     |                  |
| M'Baku                                                                        |                                                |                       | Winston Duke                      | Winston Duke                        |                                     |                  |
| N'Jadaka Erik "Killmonger" Stevens                                            |                                                |                       | Michael B. Jordan                 | Michael B. Jordan                   |                                     |                  |
| Queen Ramonda                                                                 |                                                |                       | Angela Bassett                    | Angela Bassett                      |                                     |                  |
| Jimmy Woo                                                                     |                                                |                       | Randall Park                      | Randall Park                        | Randall Park                        |                  |
| Ava Starr Ghost                                                               |                                                |                       | Hannah John-Kamen                 |                                     | Hannah John-Kamen                   |                  |
| Carol Danvers Captain Marvel                                                  |                                                |                       | Brie Larson                       | Brie Larson                         | Brie Larson                         |                  |
| Monica Rambeau Photon                                                         |                                                |                       | Akira Akbar                       | Teyonah Parris                      | Teyonah Parris                      |                  |
| Talos                                                                         |                                                |                       | Ben Mendelsohn                    |                                     | Ben Mendelsohn                      |                  |
| Maria Rambeau                                                                 |                                                |                       | Lashana Lynch                     | Lashana Lynch                       | Lashana Lynch                       |                  |
| G'iah                                                                         |                                                |                       | Auden L. Ophuis Harriet L. Ophuis |                                     | Emilia Clarke                       |                  |
| Soren                                                                         |                                                |                       | Sharon Blynn                      |                                     | Charlotte Baker                     |                  |
| Agatha Harkness                                                               |                                                |                       |                                   | Kathryn Hahn                        | Kathryn Hahn                        |                  |
| William "Billy" Kaplan-Maximoff Wiccan                                        |                                                |                       |                                   | Julian Hilliard                     | Joe Locke                           |                  |
| Contessa Valentina Allegra de Fontaine                                        |                                                |                       |                                   | Julia Louis-Dreyfus                 | Julia Louis-Dreyfus                 |                  |
| John Walker U.S. Agent                                                        |                                                |                       |                                   | Wyatt Russell                       | Wyatt Russell                       |                  |
| Joaquín Torres Falcon                                                         |                                                |                       |                                   | Danny Ramirez                       | Danny Ramirez                       |                  |
| Isaiah Bradley                                                                |                                                |                       |                                   | Carl Lumbly                         | Carl Lumbly                         |                  |
| Nathaniel Richardson Kang the Conqueror He Who Remains Victor Timely Immortus |                                                |                       |                                   | Jonathan Majors                     | Jonathan Majors                     |                  |
| Mobius M. Mobius Don                                                          |                                                |                       |                                   | Owen Wilson                         | Owen Wilson                         |                  |
| Hunter B-15 Dr. Verity Willis                                                 |                                                |                       |                                   | Wunmi Mosaku                        | Wunmi Mosaku                        |                  |
| Yelena Belova                                                                 |                                                |                       |                                   | Florence Pugh                       | Florence Pugh                       |                  |
| Alexei Shostakov Red Guardian                                                 |                                                |                       |                                   | David Harbour                       | David Harbour                       |                  |
| Antonia Dreykov Taskmaster                                                    |                                                |                       |                                   | Olga Kurylenko                      | Olga Kurylenko                      |                  |
| Rick Mason                                                                    |                                                |                       |                                   | O-T Fagbenle                        | O-T Fagbenle                        |                  |
| Eric Brooks Blade                                                             |                                                |                       |                                   | Mahershala Ali (stem)               | Wesley Snipes                       |                  |
| Wilson Fisk Kingpin                                                           |                                                |                       |                                   | Vincent D'Onofrio                   | Vincent D'Onofrio                   |                  |
| Kate Bishop                                                                   |                                                |                       |                                   | Hailee Steinfeld                    | Hailee Steinfeld                    |                  |
| Maya Lopez Echo                                                               |                                                |                       |                                   | Alaqua Cox                          | Alaqua Cox                          |                  |
| Jack Duquesne Swordsman                                                       |                                                |                       |                                   | Tony Dalton                         | Tony Dalton                         |                  |
| William Lopez                                                                 |                                                |                       |                                   | Zahn McClarnon                      | Zahn McClarnon                      |                  |
| Matt Murdock Daredevil                                                        |                                                |                       |                                   | Charlie Cox                         | Charlie Cox                         |                  |
| Reed Richard Mister Fantastic                                                 |                                                |                       |                                   | John Krasinski                      |                                     | Pedro Pascal     |
| Kamala Khan Ms. Marvel                                                        |                                                |                       |                                   | Iman Vellani                        | Iman Vellani                        |                  |
| Muneeba Khan                                                                  |                                                |                       |                                   | Zenobia Shroff                      | Zenobia Shroff                      |                  |
| Yusuf Khan                                                                    |                                                |                       |                                   | Mohan Kapur                         | Mohan Kapur                         |                  |
| Aamir Khan                                                                    |                                                |                       |                                   | Saagar Shaikh                       | Saagar Shaikh                       |                  |
| Riri Williams Ironheart                                                       |                                                |                       |                                   | Dominique Thorne                    | Dominique Thorne                    |                  |
| Johnny Storm Human Torch                                                      |                                                |                       |                                   |                                     | Chris Evans                         | Joseph Quinn     |